# Qātānqor
Qātānqor (persiska: قاتانقر) är en ort i Iran.   Den ligger i provinsen Västazarbaijan, i den nordvästra delen av landet, 500 km väster om huvudstaden Teheran. Qātānqor ligger 1 626 meter över havet och antalet invånare är 147.
Terrängen runt Qātānqor är huvudsakligen kuperad, men åt sydost är den platt. Runt Qātānqor är det ganska tätbefolkat, med 134 invånare per kvadratkilometer. Närmaste större samhälle är Būkān, 9,6 km nordväst om Qātānqor. Trakten runt Qātānqor består i huvudsak av gräsmarker.